# César Grajales
César Augusto Grajales Calle (Manizales, 6 mei 1973)  is een Colombiaans voormalig wielrenner.

## Overwinningen
2004
- 6e etappe Ronde van Georgia

2006
- 1e etappe en eindklassement Edgar Soto Memorial

2007
- 3e etappe San Dimas Stage Race

2010
- 6e etappe Ronde van Atlanta

2011
- 1e en 3e etappe Cascade Cycling Classic

Bahati · 
Botero ·
Cipollini (tot 31/03) · 
Clinger ·
Creed · 
Curry ·
Dawson · 
Grajales (tot 01/03) ·
Hamilton ·
Hernández ·
Leogrande ·
Magnell ·
Mayo ·
Napolitano ·
Ollerenshaw ·
Peña ·
Rodriguez ·
Sevilla ·
Switters ·
Williams ·
Wiscovitsj